# Federació Internacional de Planificació Familiar
La Federació Internacional de Planificació Familiar (International Planned Parenthood Federation o IPPF) és una organització no governamental global amb els objectius generals de promoure la salut sexual i reproductiva i defensar el dret dels individus a prendre decisions sobre la planificació familiar. Va ser formada per primera vegada el 1952 a Bombai, Índia, per Margaret Sanger i Lady Rama Rau a la Tercera Conferència Internacional sobre Planificació Familiar amb el suport d'una població en expansió amb recursos limitats. Actualment, està formada per més de 149 Associacions Membres que treballen en més de 189 països. L'IPPF està altament desenvolupada i organitzada en sis regions. L'organització està ubicada a Londres, Anglaterra.